# Јеловец (Марибор)
Јеловец (словен. Jelovec) је насељено место у општини Марибор, Подравска регија, Словенија.

## Историја
До територијалне реорганизације у Словенији био је у саставу старе општине Марибор.

## Становништво
У попису становништва из 2011. године, Јеловец је имао 357 становника.
| Број становника према пописима | Број становника према пописима | Број становника према пописима |
| ------------------------------ | ------------------------------ | ------------------------------ |
| 1991                           | 2002                           | 2011                           |
| 349                            | 376                            | 357                            |